# Глбоке (район Сеница)

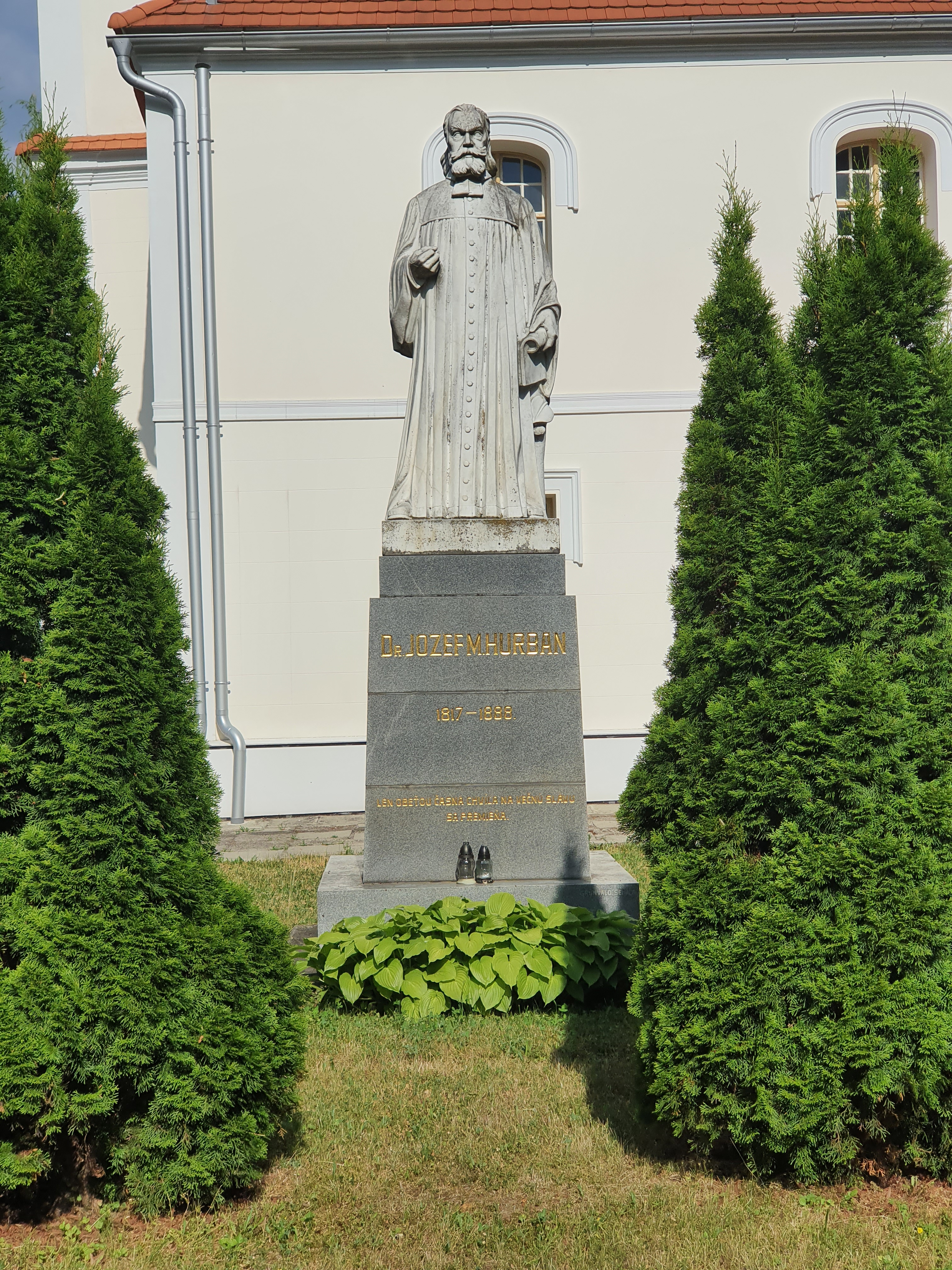
Гурбан, Йозеф Милослав

Глбоке словац. Hlboké; — деревня и муниципальный сельский округ на западе Словакии в районе Сеница Трнавского края.
Расположено в исторической области Загорье в 4-х км от г. Сеница и 35 км от г. Трнава.
Население — 914 чел. (2011).

## Население
| Год:                | 1994 | 2004    | 2014    | 2024     |
| ------------------- | ---- | ------- | ------- | -------- |
| Количество человек: | 872  | 905     | 939     | 1066     |
| Разница:            |      | +3,78 % | +3,75 % | +13,52 % |

## Известные уроженцы и жители
- Гурбан, Йозеф Милослав (1817—1888) — словацкий политик, писатель, философ и лютеранский священник. Ключевая фигура восстания 1848 года в Словакии.
- Гурбан-Ваянский, Светозар (1847—1916) — словацкий поэт, прозаик, литературный критик, публицист, общественный деятель, одна из центральных фигур литературной жизни Словакии конца XIX — начала XX в.